# Delanymys brooksi
Delanymys brooksi is een zoogdier uit de familie van de Nesomyidae. De wetenschappelijke naam van de soort werd voor het eerst geldig gepubliceerd door Hayman in 1962.